# Irene Cheptai
Irene Chepet Cheptai (* 4. Februar 1992) ist eine kenianische Leichtathletin, die sich auf den Langstreckenlauf spezialisiert hat.

## Sportliche Laufbahn
Erste internationale Erfahrungen sammelte Irene Cheptai im Jahr 2007, als sie bei den Jugendweltmeisterschaften in Ostrava in 9:22,05 Minuten den siebten Platz im 3000-Meter-Lauf belegte. Im Jahr darauf gewann sie bei den Crosslauf-Weltmeisterschaften 2008 in Bydgoszcz nach 20:04 min die Silbermedaille im U20-Rennen und sicherte sich in der Teamwertung die Silbermedaille. Bei den Crosslauf-Weltmeisterschaften 2013 ebendort belegte sie in 25:01 min den zehnten Platz in der allgemeinen Klasse und bei den Crosslauf-Weltmeisterschaften 2015 in Guiyang erreichte sie nach 26:26 min Rang sieben und sicherte sich in der Teamwertung die Silbermedaille hinter Äthiopien.
Im August startete sie im 5000-Meter-Lauf bei den Weltmeisterschaften in Peking und klassierte sich dort mit 15:03,41 min im Finale auf dem siebten Platz.
2017 siegte sie in 31:57 min bei den Crosslauf-Weltmeisterschaften in Kampala und gewann auch in der Teamwertung Gold. Im August startete sie im 10.000-Meter-Lauf bei den Weltmeisterschaften in London und belegte dort in 31:21,11 min den siebten Platz.
2021 nahm sie dann über diese Distanz an den Olympischen Sommerspielen in Tokio teil und wurde dort in 30:44,00 min Sechste.
Bei ihrem Marathondebüt im April 2024 gewann sie dem Hamburg-Marathon in 2:18:21 h.

## Persönliche Bestzeiten
- 3000 Meter: 8:48,03 min, 3. September 2015 in Zürich
- 5000 Meter: 14:43,42 min, 27. Mai 2016 in Eugene
- 10.000 Meter: 30:44,00 min, 7. August 2021 in Tokio
- Halbmarathon: 1:06:43 h, 29. November 2020 in Neu-Delhi
- Marathon: 2:18:21 h, 28. April 2024 in Hamburg